# Majenang (Kedungpring)
Majenang is een bestuurslaag in het regentschap Lamongan van de provincie Oost-Java, Indonesië. Majenang telt 3107 inwoners (volkstelling 2010).